# Hummer H1
Hummer H1 — гражданский внедорожник на основе M998 Humvee, который был создан AM General. Автомобиль выпускался с 1992 по 2006 года, и был первым, произведённым в модельной линии Hummer. Первоначально он был известен только как «Хаммер», однако в 2002 году на совместном предприятии General Motors и AM General, GM начал продавать Hummer H2, который был построен на шасси Chevrolet Tahoe. Именно в этот момент Hummer получил обозначение Н1. Для коллекционеров наиболее желаемой моделью является H1 Alpha, произведённой в свой последний модельный год — 2006. Модель отличалась самым мощным двигателем и, соответственно, выделяющимся расходом топлива в модельной линейке. В целом, у модели H1 было очень ограниченное производство транспортных средств.
Первоначально разработанный исключительно для использования в военных целях, полноприводный внедорожник был выпущен на гражданском рынке в связи с большим спросом. Имея 16 дюймов (40 см) дорожный просвет, а также широко поставленные по углам кузова колёса, вкупе с высоким углом подъёма и спуска со склонов, Хаммер может карабкаться по 22-дюймовой (56 см) высоте препятствий, справиться с 60-градусным уклоном и форсировать броды глубиной вплоть до 30 дюймов (76 см).

## История
Первоначально выпущенный на гражданский рынок 14 марта 1992 года, Hummer H1 обязан своим рождением огромной популярности фотографий с войны в Персидском заливе и активной маркетинговой кампании с участием актёра-политика Арнольда Шварценеггера, которому принадлежит несколько вариантов автомобилей Hummer. AM General объявила, что 2006 год будет последним годом модели Hummer H1; производство сворачивается в июне 2006 года в связи с новым законом выбросов для дизельных двигателей транспортных средств, который вступил в силу в 2007 году.

## Характеристики
Hummer H1 выпускался в трёх общих вариантах: купе с мягким верхом, четырёхдверный универсал с жёстким верхом и версия в кузове Alpha. Другие, менее известные варианты, включают в себя двухдверный пикап, чаще всего используемый в качестве шасси для противовоздушных и других лёгких орудий, или же использоваться в качестве транспорта для войск и грузов, а также четырёхдверный кузов с покатой задней частью, именуемый slantback, который имеет тот же стиль военного Humvee, используемого американскими военными. Кабриолет с откидным верхом и версии универсала были последними, доступные на массовом рынке. Двухдверная и четырёхдверная версии пикапа доступны только в автопарке Морского флота США.
В настоящее время существуют пять типов двигателей и три типа автоматических трансмиссий для Hummer H1. Общими двигателями и трансмиссиями являются:
- 6,2-л дизельный V8 дизель TH400 (Turbo-Hydramatic) с 3-ступенчатой трансмиссией 3L80;
- 6,5-л дизельный V8 с 4-ступенчатой трансмиссией 4L80-E;
- 5,7-л бензиновый V8 семейства Vortec с 4-ступенчатой трансмиссией 4L80-E;
- 6,5-л турбодизельный V8 с 4-ступенчатой трансмиссией 4L80-E;
- 6,6-л турбированный V8 семейства Duramax LLY или турбодизель того же семейства с 5-ступенчатой трансмиссией Allison 1000 (модель 2006 года).

Hummer H1 имеет некоторые общие части трансмиссии и детали с военной моделью HMMWV: тормоза, мосты, рамы и основные панели кузова (капот, задняя дверь и задняя четверть кузова) идентичны между HMMWV и Hummer H1. Все Hummer H1 и HMMWV производились на одной сборочной линии, а затем гражданский H1 окрашивался и получал дополнительное оснащение уже в другом производственном цеху.
Hummer H1 являются уникальными в своём роде внедорожниками, а также обладают весьма интересным и монументальным интерьером, как бы отражающим внешнюю брутальность джипа. Пассажирский комфорт и управляемость на шоссе принесены в жертву ради максимальной мобильности и внедорожным качествам, гораздо более радикальным по сравнению с теми же самыми гражданскими внедорожниками, и, в частности с тем же самым Jeep, хотя у них, например, очень похожая решётка радиатора с характерными вертикальными прорезями. По своей природе Hummer H1 очень и очень стабильны на дороге, благодаря широкой колее колёс. Они без труда форсируют броды глубиной до 30 дюймов (76 см) и могут взбираться на препятствия высотой в 22 дюйма (56 см). Стандартный дорожный просвет равен 16 дюймам (41 см) достигается путём компоновки компонентов трансмиссии в центральном тоннеле между левым и правым пассажирскими местами. Также «Хаммеры» имеют высокие углы заезда и съезда в 72° и 37,5°. Большинство H1 оснащены центральной системой контроля давления в шинах (CTIS), которая позволяет водителю увеличивать или уменьшать давление воздуха в шинах при нажатии на кнопку, так как низкое давление шин больше подходит для бездорожья, а более высокое давление желательно на ровной дороге.
У Hummer H1 много необычных особенностей. Он использует вынесенные внутрь кузова тормоза. У него есть колёсные редукторы, которые позволяют вдвое поднять трансмиссию на уровне мостов, что соответственно даёт выигрыш в дорожном просвете. Радиатор расположен высоко и наклонён назад над двигателем. Воздухозаборник на «Хаммере» также установлен достаточно высоко, что позволяет проходить внедорожнику водные препятствия вброд, находясь при этом по пояс в воде. На Н1 используются особые безопасные шины (англ. run-flat) с магний-алюминиевыми или резиновыми вставками.

## Производство

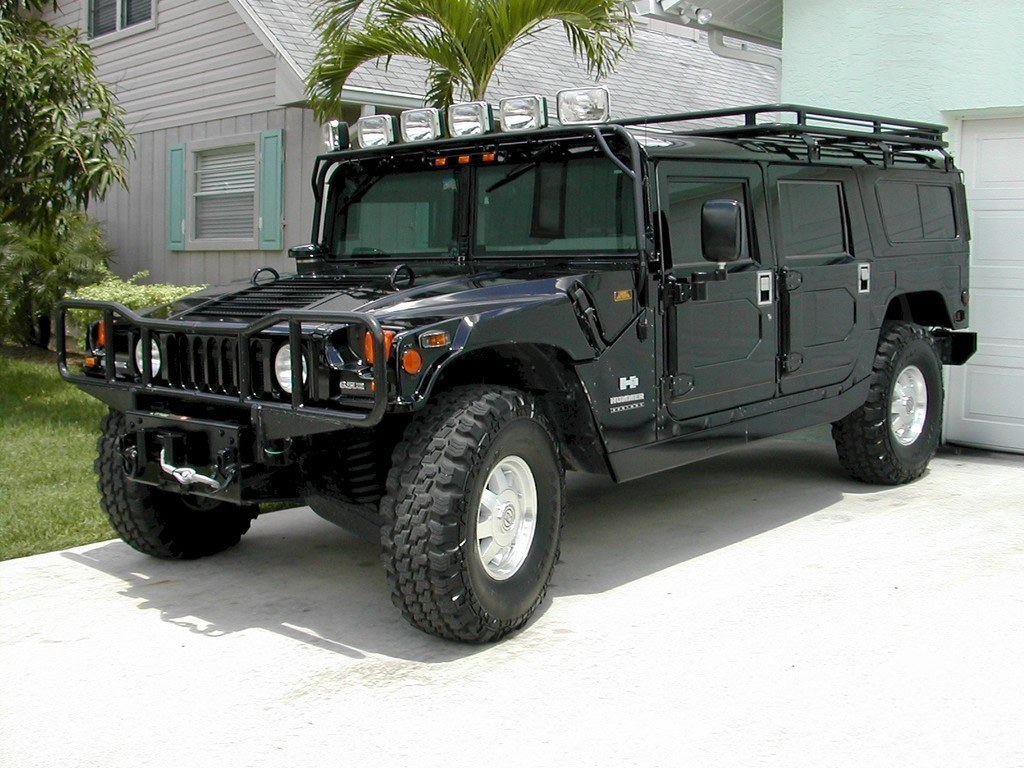
Hummer H1

| Год    | Произведено |
| ------ | ----------- |
| 1992   | 316         |
| 1993   | 612         |
| 1994   | 718         |
| 1995   | 1 432       |
| 1996   | 1 374       |
| 1997   | 1 209       |
| 1998   | 945         |
| 1999   | 831         |
| 2000   | 1 333       |
| 2001   | 869         |
| 2002   | 704         |
| 2003   | 494         |
| 2004   | 252         |
| 2005   | 0           |
| 2006   | 729         |
| Всего: | 11 818      |

## Цены
Модели 1992 года, оснащённые кузовом с откидным верхом, стоили 40 500 долларов. Версия в кузове «четырёхдверный универсал» со всеми опциями оценивалась в 54 700 долларов.
В 2006 году рекомендованная розничная цена версии с открытым верхом составляла 129 399 долларов, версии в кузове «универсал» — 140 796 долларов, версии H1 Alpha — 150 975 долларов.

## Бренд Hummer
2 июня 2009 года General Motors пыталась организовать продажу своего бренда Hummer китайской компании Sichuan Tengzhong в рамках программы по урегулированию банкротства Hummer. GM заявил в то время, что надеется, что продажа позволит сэкономить около 3 000 рабочих мест в США, однако после продажи бренд всё же пострадал, несмотря на свою военную славу, в основном из-за его низкой топливной экономичности.
24 февраля 2010 года General Motors объявила о закрытии своего бренда Hummer в связи с тем, что Tengzhong заявила о снятии своей заявки на покупку Hummer. Tengzhong объяснила это тем, что заявка была отозвана из-за невозможности получить одобрение со стороны китайского правительства.
30 января 2020 года, General Motors объявила о возрождении своего бренда Hummer, который будет использоваться в названии нового электрического внедорожника в рамках своего брэнда GMC. Новый автомобиль получил название GMC Hummer EV, и будет выпускаться в двух вариантах: SUV и SUT.